# Parapteroceras
Parapteroceras é um género botânico pertencente à família das orquídeas (Orchidaceae).